# Christel Oomen
 (février 2019).
Si vous disposez d'ouvrages ou d'articles de référence ou si vous connaissez des sites web de qualité traitant du thème abordé ici, merci de compléter l'article en donnant les références utiles à sa vérifiabilité et en les liant à la section « Notes et références ».
 (février 2019).
Pour les articles homonymes, voir Oomen.
Christel Oomen, née le 26 mai 1984 à Groningue,, est une actrice néerlandaise.

## Filmographie

### Cinéma
- 2001 : Drift (nl) : Sammy
- 2004 : Stille Nacht (nl) : Bonnie Javoer
- 2015 : Welkom (es) : Sarah

### Téléfilms
- 2003 : Cut : Karin
- 2003 : Russen (nl) : Lize van Hulten
- 2003 : Meiden van de Wit (nl) : Jessica
- 2004 : Hartslag : Iris
- 2004 : Grijpstra & de Gier (nl) : Tess Verschuur